# Dicromat d'amoni
El dicromat d'amoni és un compost inorgànic amb la fórmula (NH4)₂Cr₂O7. En el passat s'havia fet servir en fotografia i amb finalitats didàctiques a les escoles —tot i que l'ús en escoles s'aturà pel caràcter carcinogen del compost. Actualment s'utilitza en pirotècnia.